# 루이즈 그랭베르그
루이즈 그랭베르그(Louise Grinberg, 1993년 ~ )는 프랑스의 배우이다.